# Krotamiton
Krotamiton (łac. crotamitonum) – organiczny związek chemiczny, lek o działaniu przeciwświerzbowym oraz łagodzącym świąd.
Mechanizm działania krotamitonu jest nieznany. Lek jest toksyczny dla roztoczy wywołujących świerzb (świerzbowiec ludzki). Po zastosowaniu miejscowym, krotamiton wchłania się do krążenia ogólnego. Biologiczny okres półtrwania wynosi 30,9 godzin. Jest wydalany z moczem w 4,8–8,8%.
Wskazaniami są leczenie świerzbu, objawowe leczenie świądu alergicznego i świądu po ukąszeniu owadów.